# Cosina vaga
Cosina vaga is een insect uit de familie van de mierenleeuwen (Myrmeleontidae), die tot de orde netvleugeligen (Neuroptera) behoort. 
Cosina vaga is voor het eerst wetenschappelijk beschreven door Navás in 1914.